# KS Kastrioti Krujë
KS Kastrioti Krujë je albánský fotbalový klub z Krujë. Klub byl založen roku 1926 ve městě Krujë. Domovským stadionem je 	Stadiumi Kastrioti s kapacitou 8 500 diváků. Současným trenérem je Rramazan Ndreu.